# Poder regulamentar
Poder Regulamentar ou função regulamentar é atribuição conferida pela Constituição aos Chefes do Poder Executivo para produzir regulamentos e decretos, sem a participação ordinária ou regular do Poder Legislativo.
O Poder Executivo exerce várias atividades normativas (especialmente editando medidas provisórias), além de celebrar tratados internacionais e sancionar e vetar projetos, mas também é dotado de competência para edição de regulamentos e decretos. Diante do dinamismo e complexidade das sociedades contemporâneas, houve ampliação das funções regulamentares, ao mesmo tempo em que verificou-se redução das matérias reservadas à lei (delegificação ou deslegalização, vivida na Espanha, Itália e Brasil, p. ex.), sem que isso tenha violado a legitimidade democrática na produção normativa, pois Chefes do Executivo também são eleitos pelo povo nas sociedades democráticas.
A Constituição Federal outorgou também aos Estados, DF e municípios o Poder Regulamentar, desde que previstos em suas Constituições Estaduais (estados) e Leis Orgânicas (DF e municípios).
- Demais poderes do direito administrativo:

1. Poder de polícia.
2. Poder disciplinar.
3. Poder discricionário e vinculado.
4. Poder hierárquico.

Autarquias, universidades públicas, agências reguladoras e outros entes estatais expedem atos normativos infralegais, como portarias, por exemplo, e não exercem Poder Regulamentar, daí não podendo expedir decretos ou regulamentos, porque não obtiveram atribuição constitucional.